# Тутира (озеро)
Тутира (англ. Lake Tutira) — озеро в восточной части Северного острова Новой Зеландии в регионе Хокс-Бей.
Площадь поверхности озера — 1,8 км² (по другим данным — 1,74 км²). Площадь его водосборного бассейна — 32 км². Длина береговой линии — 8 километров. Максимальная глубина вод достигает 42 метров, средняя глубина равна 21 км. Наибольшие глубины достигаются в южной части озера. Объём воды — 36,1 млн м³. Озеро расположено на высоте 150 метров над уровнем моря.
Основные притоки — ручьи Кахикануи (даёт 35 % стока) и Опораэ (14 % стока), впадающие в озеро с востока. С запада впадает Чёрч-Крик. Из северной его части вытекает река Сэнди-Крик.
Озеро образовалось около 7,2 тысяч лет назад в результате перекрытия долины оползнем.